# Myrskylä
Myrskylä (Zweeds: Mörskom) is een gemeente in de Finse provincie Zuid-Finland en in de Finse regio Oost-Uusimaa. De gemeente heeft een landoppervlakte van 200,44 km² en telt 1.764 inwoners (2022).
Myrskylä is een tweetalige gemeente met Fins als meerderheidstaal (± 85%) en Zweeds als minderheidstaal.

## Geboren in Myrskylä
- Lasse Virén (1949), atleet
- Keijo Kousa (1959), voetballer